# Kereskedői Céh
A Commerce Guild az egyike a Csillagok háborújában szereplő szervezeteknek.

## Jellemzése
A Kereskedő Testület más néven Kereskedelmi Céh a yavini csata előtt, több száz évvel ezelőtt alakult meg, eleinte gazdaggá téve a vezetőket. A szervezet afféle kereskedelmi utakat, és galaktikus űrjáratokat felügyelő bizottságnak adta ki magát, politikai hovatartozása a Köztársasági Szenátus volt egyidejűleg. A Kereskedelmi Testület (továbbiakban Commerce Guild) a Klónháború kitörése előtt a Független Rendszerek Konföderációjához csatlakozott, a szervezet támogatta  a szeparatistákat.
A Kereskedő testület, vagy Kereskedelmi Céh, elsők között csatlakozott a Konföderációhoz,  igen jól állt, bár anyagi gondjai jóval többször akadtak mint a Kereskedelmi Szövetségnek. A szervezet felbomlik a vezető kivégzésével, Shu Mai halálával és a Birodalom kikiáltásával.